# Privativ
Privativ betegner inden for grammatik et affiks, der betyder mangel på eller ophævelse af en egenskab. Det er en stavelse (bundet morfem), der hæftes på et adverbium, verbum, substantiv eller adjektiv.
På dansk kan en privativ være forstavelserne u-, mis- m.v.
Eksempler: uønsket, misvisende, asocial, inhabil, illegitim, irrelevant. 
En privativ kan også være efterled som -løs, -fri. 
Eksempler: værdiløs, sukkerfri. 
Ordet kommer af latin privare = berøve.
Privativ kan også være en betegnelse for abessiv (kasus). 